# Мартынкино
Марты́нкино (чув. Мартынкасси) — деревня в Аликовском муниципальном округе Чувашской Республики. Входила в состав Чувашско-Сорминского сельского поселения до его упразднения в 2022 году.

## Общие сведения о деревне
Улицы: Лесная, Колхозная, Союзная, Кооперативная, Учительская. В настоящее время деревня в основном газифицирована.

### Климат
Климат умеренно континентальный с продолжительной холодной зимой и тёплым летом. Средняя температура января −12,9 °C, июля 18,3 °C, абсолютный минимум достигал −44 °C, абсолютный максимум 37 °C. За год в среднем выпадает до 552 мм осадков.

### Демография
Население — 143 человек (2006 г.), из них большинство женщины.

## История
С 1917 по 1927 годы входила в Аликовскую волость Ядринского уезда. 1 ноября 1927 года вошло в Аликовский район, а 20 декабря 1962 года включено в Красноармейский район. С 14 марта 1965 года — снова в Аликовском.

## Связь и средства массовой информации
- Связь: ОАО «Волгателеком», Би Лайн, МТС, Мегафон. Развит интернет ADSL технологии.
- Газеты и журналы: Аликовская районная газета «Пурнăç çулĕпе»-«По жизненному пути» Языки публикаций: Чувашский, Русский.

- Телевидение:Население использует эфирное и спутниковое телевидение. Эфирное телевидение позволяет принимать национальный канал на чувашском и русском языках.

## Люди, связанные с Мартынкино
- Багров Матвей Иванович, заслуженный учитель Российской Федерации.
- Рахимзянов Рашид Рахимзянович, заслуженный деятель культуры Чувашской Республики.
- Сергеев Виталий Иванович, доктор филологических наук, профессор.